# Aimee Nezhukumatathil

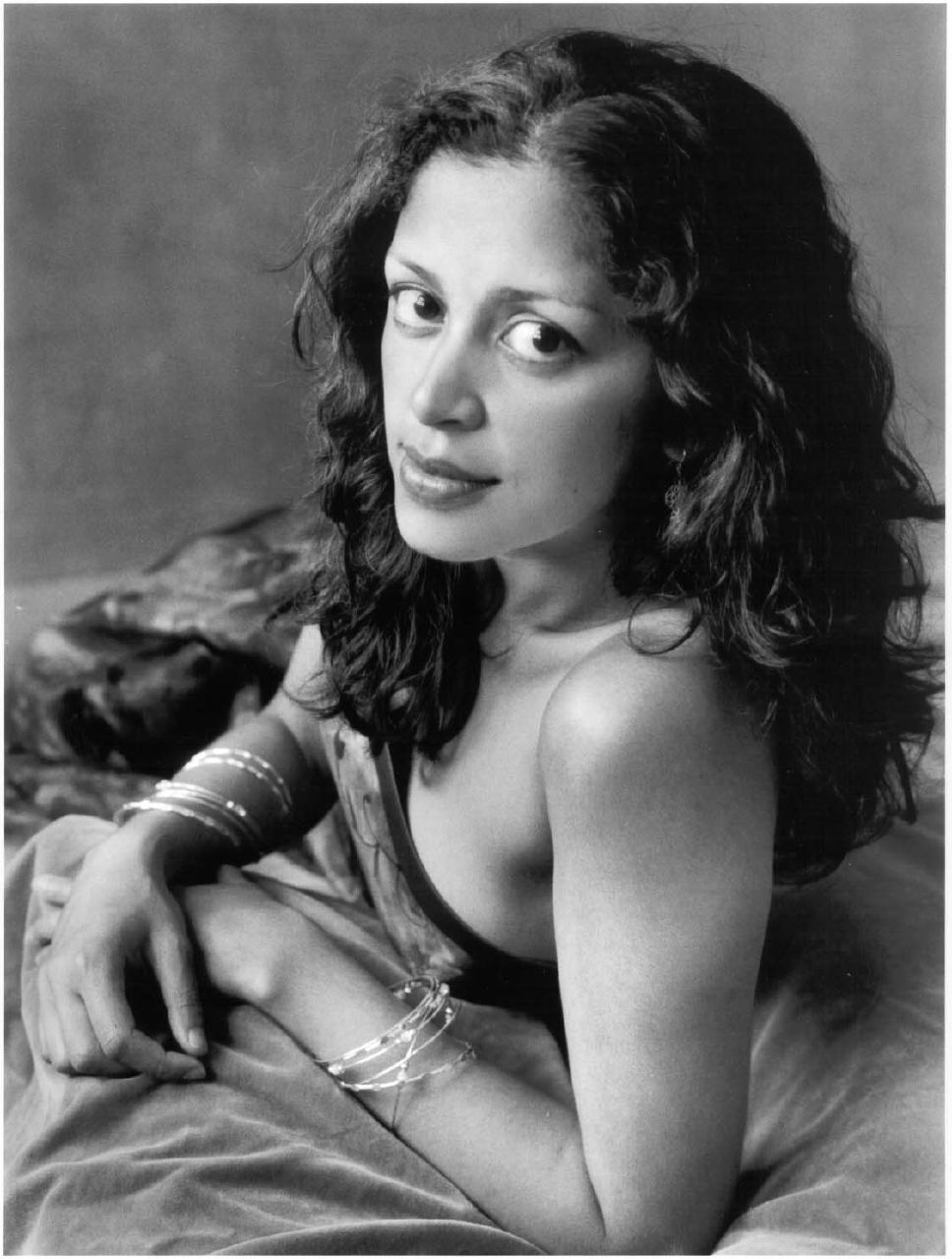
Aimee Nezhukumatathil

Aimee Nezhukumatathil (/ˈeɪmi nəˌzukuməˈtɒtɪl/; Malayalam Abugida: നേഴുകുമറ്റത്തിൽ; Malayalam: [n̪eɻukuməʈət̪ʰil]; geboren in Chicago, Illinois) ist eine US-amerikanische Dichterin und Essayistin. Nezhukumatathil schöpft aus ihrer philippinischen und malaysisch-indischen Herkunft, um ihre Perspektive auf Liebe, Verlust und Land zu vermitteln.

## Leben
Nezhukumatathil erwarb ihren BA und MFA an der Ohio State University. In den Jahren 2016–17 war sie die John and Renee Grisham Writer-in-Residence am MFA-Programm der University of Mississippi. Sie ist Professorin für Englisch im MFA-Programm der University of Mississippi. Sie ist mit dem Schriftsteller Dustin Parsons verheiratet. Sie leben in Oxford, Mississippi, mit ihren beiden Söhnen.

## Bücher
- Fishbone, Snail's Pace Press, 2000 (chapbook)
- One Bite, Ohio State University, 2000 (MFA thesis)
- Miracle Fruit: poems, Tupelo Press, 2003, ISBN 978-0-9710310-8-1
- At the Drive-in Volcano: Poems, Tupelo Press, 2007, ISBN 978-1-932195-45-3
- Lucky Fish,  Tupelo Press, 2011, ISBN 978-1-932195-58-3
- Lace & Pyrite, (with Ross Gay) Ow Arts Press, 2014, ISBN 978-0-9827106-7-8
- Oceanic, Copper Canyon Press, 2018, ISBN 978-1-55659-526-4
- World of Wonders: In Praise of Fireflies, Whale Sharks, and Other Astonishments, Milkweed Editions, 2020, ISBN 1-57131-365-6
  - Welt der Wunder: Über Glühwürmchen, Walhaie und andere Erstaunlichkeiten, Übersetzung von Anna von Rath, btb, 2022, ISBN 978-3-442-75942-2